# (14250) Kathleenmartin
(14250) Kathleenmartin (2000 AJ63) – planetoida z pasa głównego asteroid okrążająca Słońce w ciągu 3,42 lat w średniej odległości 2,27 j.a. Odkryta 4 stycznia 2000 roku.